# Rollhockey-Europameisterschaft der Herren 2010
Die Rollhockey Europameisterschaft der Herren 2010 fand vom 5. bis zum 11. September 2010 in Wuppertal statt. Als Veranstaltungsort diente die rund 4000 Besucher fassende Wuppertaler Uni-Halle.
Es war die 49. Rollhockey-Europameisterschaft und wurde zwischen acht Teams ausgetragen. Der amtierende Europameister und Titelverteidiger war die spanische Mannschaft. Nach der Rollhockey-Weltmeisterschaft der Herren 1997 und Rollhockey-Weltmeisterschaft der Damen 2004 war es das dritte große Turnier in Wuppertal, das vom Rollschuh-Club Cronenberg e. V. (RSC Cronenberg) als Gastgeber veranstaltet wurde. Der Bundestrainer Sven Steup rechnete für das Turnier mit zwischen 10.000 und 15.000 Besuchern.

## Das Turnier
Das Turnier startete in der Vorrunde mit zwei Gruppen zu je vier Teams. Nach Abschluss der Vorrundenspiele kam es zu folgender Platzierung:
- Gruppe A: 1. Spanien 6:0 Punkte/27:0 Tore, 2. Schweiz 4:2/13:9, Frankreich 2:4/9:13, Österreich 0:6/1:28
- Gruppe B: 1. Portugal 6:0 Punkte/23:3 Tore, 2. Italien 3:3/9:9, 3. Deutschland 3:3/10:11, 4. England 0:6/6:25

Innerhalb der Gruppe spielte jedes Team gegen alle Gruppengegner. Nach der Vorrunde, in der jedes Team drei Spiele absolvierte, erreichten alle Mannschaften das Viertelfinale. Die Paarungen ergaben sich wie folgt:
- 1. Gruppe A: 4. Gruppe B: Spanien – England 11:1
- 2. Gruppe A: 3. Gruppe B: Schweiz – Deutschland 0:2
- 3. Gruppe A: 2. Gruppe B: Frankreich – Italien 3:2 n. V.
- 4. Gruppe A: 1. Gruppe B: Österreich – Portugal 0:23

In den Platzierungsspielen um Platz 5–8 wurden sodann folgende Ergebnisse erzielt: Schweiz – Österreich 4:1, Italien – England 5:3, England – Österreich 8:3 und Italien – Schweiz 4:2. Damit belegten Italien, die Schweiz, England und Österreich in dieser Reihenfolge die Plätze 5–8.
In den Halbfinals wurde gespielt:
- Portugal – Deutschland 6:1
- Spanien – Frankreich 4:0

Im Spiel um Platz drei Frankreich – Deutschland stand es nach der regulären Spielzeit 1:1. Die zweimal fünfminütige Verlängerung ging torlos aus. Das Penaltyschießen gewann Frankreich 2:0 zum Endstand 3:1 und somit die Bronzemedaillen.
Im Endspiel standen sich die beiden führenden europäischen Rollhockeynationen Portugal und der Titelverteidiger und amtierende Weltmeister Spanien gegenüber. Spanien mit dem möglicherweise weltbesten Spieler und Mannschaftskapitän Pedro Gil errang mit einem 8:2 unangefochten den Europameistertitel.